# Bożnów (gromada)
Bożnów – dawna gromada, czyli najmniejsza jednostka podziału terytorialnego Polskiej Rzeczypospolitej Ludowej w latach 1954–1972.
Gromady, z gromadzkimi radami narodowymi (GRN) jako organami władzy najniższego stopnia na wsi, funkcjonowały od reformy reorganizującej administrację wiejską przeprowadzonej jesienią 1954 do momentu ich zniesienia z dniem 1 stycznia 1973, tym samym wypierając organizację gminną w latach 1954–1972.
Gromadę Bożnów z siedzibą GRN w Bożnowie utworzono – jako jedną z 8759 gromad na obszarze Polski – w powiecie żagańskim w woj. zielonogórskim na mocy uchwały nr V/29/54 WRN w Zielonej Górze z dnia 5 października 1954. W skład jednostki weszły obszary dotychczasowych gromad Bożnów, Bukowina Bobrzańska, Chrobrów i Stara Kopernia ze zniesionej gminy Dzietrzychowice w tymże powiecie. Dla gromady ustalono 17 członków gromadzkiej rady narodowej.
1 stycznia 1959 do gromady Bożnów włączono wsie Kącin i Nieradza w z nowo utworzonej gromady Chotków w tymże powiece.
1 stycznia 1972 z gromady Bożnów wyłączono tereny o powierzchni 114 ha, włączając je do miasta Żagań w tymże powiecie.
Gromada przetrwała do końca 1972 roku, czyli do kolejnej reformy gminnej.